# Emri Ron
Emri Ron (hebrejsky: אמרי רון, narozen 9. září 1936 – 9. listopadu 2013) byl izraelský politik a poslanec Knesetu za stranu Ma'arach.

## Biografie
Narodil se v obci Mišmar ha-Emek, kde vystudoval střední školu. Absolvoval vzdělávací ústav Ruppin Academy. Sloužil v izraelské armádě. Působil ve Výsadkářské brigádě. Během suezské krize v roce 1956 velel výsadkové jednotce, která pronikla do průsmyku Mitla, velící post zastával i v šestidenní válce a v jomkipurské válce. Byl důstojníkem během první libanonské války.

## Politická dráha
V letech 1973–1976 byl tajemníkem hnutí ha-Kibuc ha-Arci. V sekretariátu této organizace pak zasedal i v letech 1978–1984. V letech 1977–1985 působil na postu člena ústředního výboru levicové strany Mapam.
V izraelském parlamentu zasedl po volbách v roce 1977, do nichž šel za Ma'arach. Mandát ale získal dodatečně, v lednu 1979, jako náhradník. Byl členem výboru pro státní kontrolu a finančního výboru. Opětovně byl zvolen ve volbách v roce 1981. Byl znovu členem výboru pro státní kontrolu a finančního výboru. Ve volbách v roce 1984 mandát neobhájil.